# Gerd Winkler
Pour les articles homonymes, voir Winkler et Gerhard Winkler.
Gerhard "Gerd" Winkler, né le 19 janvier 1951 à Langewiesen est un biathlète allemand.

## Biographie
Gerd Winkler obtient sa première médaille internationale aux Championnats du monde 1978 sur le relais avec le bronze.
Il remporte la médaille de bronze du relais aux Jeux olympiques d'hiver de 1980 en compagnie de Franz Bernreiter, Hans Estner et Peter Angerer. Il avait fini quatrième aux Jeux olympiques d'Innsbruck quatre ans auparavant.
Il prend sa retraite sportive après les Jeux.

## Palmarès

### Jeux olympiques d'hiver
| Épreuve / Édition   | Individuel | Sprint                           | Relais                              |
| ------------------- | ---------- | -------------------------------- | ----------------------------------- |
| JO 1976 Innsbruck   | -          | Épreuve inexistante à cette date | 4e                                  |
| JO 1980 Lake Placid | 30e        | 10e                              | Médaille de bronze, Jeux olympiques |

### Championnats du monde
- Championnats du monde 1978 à Hochfilzen (Autriche) :
  -  Médaille de bronze du relais.

### Coupe du monde
- Meilleur classement général : 13e en 1978[1].
- Meilleur résultat individuel : 5e.

### National
- Champion de RFA de sprint en 1977[2].